# Canadian Tire Centre
Canadian Tire Centre (tidligere Corel Centre og ScotiaBank Place) er en sportsarena i Ottawa i Ontario, Canada, der er hjemmebane for NHL-holdet Ottawa Senators. Arenaen har plads til ca. 19.000 tilskuere, og blev indviet 15. januar 1996.